# Liste der Bodendenkmäler in Mönchsroth
Auf dieser Seite sind die Bodendenkmäler in der mittelfränkischen Gemeinde Mönchsroth zusammengestellt. Diese Tabelle ist eine Teilliste der Liste der Bodendenkmäler in Bayern. Grundlage ist die Bayerische Denkmalliste, die auf Basis des Bayerischen Denkmalschutzgesetzes vom 1. Oktober 1973 erstmals erstellt wurde und seither durch das Bayerische Landesamt für Denkmalpflege geführt wird. Die folgenden Angaben ersetzen nicht die rechtsverbindliche Auskunft der Denkmalschutzbehörde.

## Bodendenkmäler der Gemeinde

### Bodendenkmäler in der Gemarkung Mönchsroth
| Lage                                  | Objekt | Akten-Nr.     | Bild                       |
| ------------------------------------- | --- | ------------- | -------------------------- |
| Mönchsroth (Standort)                 | Teilstrecke des raetischen Limes.                                                                                             | D-5-6928-0001 |                            |
| Mönchsroth (Standort)                 | Wachtposten WP 13/1 des raetischen Limes.                                                                                     | D-5-6928-0002 |                            |
| Mönchsroth (Standort)                 | Wachtposten WP 13/3 des raetischen Limes.                                                                                     | D-5-6928-0003 |                            |
| Mönchsroth (Standort)                 | Wachtposten WP 13/2 des raetischen Limes.                                                                                     | D-5-6928-0005 | Bodendenkmal D-5-6928-0005 |
| Mönchsroth (Standort)                 | Wachtposten WP 13/4 des raetischen Limes.                                                                                     | D-5-6928-0006 |                            |
| Mönchsroth (Standort)                 | Grabhügel vorgeschichtlicher Zeitstellung.                                                                                    | D-5-6928-0007 |                            |
| Mönchsroth (Standort)                 | Grabhügel vorgeschichtlicher Zeitstellung.                                                                                    | D-5-6928-0008 |                            |
| Mönchsroth (Standort)                 | Mittelalterliche und frühneuzeitliche Befunde im Bereich des ehemaligen Benediktinerkloster. Siehe auch: Mittelalter, neuzeit | D-5-6928-0142 |                            |
| Mönchsroth (Standort)                 | Siedlung vor- und frühgeschichtlicher Zeitstellung.                                                                           | D-5-6928-0145 |                            |
| Mönchsroth Rathausstraße 1 (Standort) | Frühneuzeitliche Befunde im Bereich der ehemalige Synagoge.                                                                   | D-5-6928-0179 |                            |
| Mönchsroth Limesstraße 2 (Standort)   | Mittelalterliche und frühneuzeitliche Befunde im Bereich der Evangelisch-Lutherischen Pfarrkirche St. Oswald und Aegidius.    | D-5-6928-0180 | weitere Bilder             |